# Franz Wilhelm Prinz von Preußen

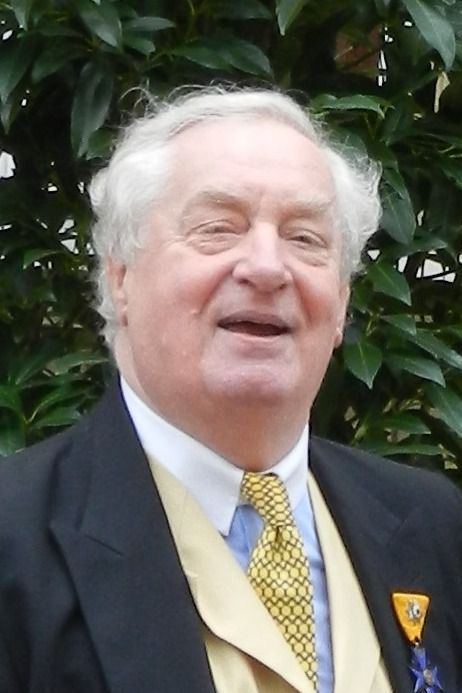
Franz Wilhelm Prinz von Preußen

Franz Wilhelm Prinz von Preußen (voller Name: Franz Wilhelm Victor Christoph Stephan; * 3. September 1943 in Fürsteneich bei Grünberg in Schlesien) war kurzzeitig Unternehmens-Chef der Königlichen Porzellan-Manufaktur Berlin (KPM), er ist ein Urenkel des letzten Deutschen Kaisers Wilhelm II. Sein Großvater ist Joachim Prinz von Preußen.

## Leben
Franz Wilhelm Prinz von Preußen ist ein Sohn des ehemaligen preußischen Prinzen Karl Franz Joseph (1916–1975) und dessen erster Ehefrau Henriette Prinzessin von Schoenaich-Carolath (1918–1972), der jüngsten Tochter aus erster Ehe der Prinzessin Hermine von Schoenaich-Carolath, geb. Prinzessin Reuß (1887–1947), der späteren zweiten Ehefrau des ehemaligen deutschen Kaisers und preußischen Königs Wilhelm II., der zugleich über seinen Sohn aus erster Ehe, Joachim von Preußen, Urgroßvater von Franz Wilhelm Prinz von Preußen ist. Dessen Zwillingsbruder Friedrich Christian starb drei Wochen nach der Geburt auf Schloss Saabor. Sein zweiter Bruder, Franz Friedrich, kam am 17. Oktober 1944 in Grünberg in Schlesien auf die Welt. Die Ehe seiner Eltern wurde 1946 geschieden und sein Vater heiratete noch zwei Mal.
Franz Wilhelm von Preußen studierte Jura und Betriebswirtschaft an den Universitäten Mainz und Frankfurt am Main. Anschließend arbeitete er im Ausland. 2004 übernahm Franz Wilhelm von Preußen an der Spitze einer Investorengruppe die Königliche Porzellan-Manufaktur Berlin (KPM), um die Produktion in der historischen Fabrikanlage in Berlin zu erhalten, da die Übernahme der Marke durch ein chinesisches Konsortium drohte. Er verpflichtete sich, weiterhin in Berlin zu produzieren. Nach internen Auseinandersetzungen und drohender Insolvenz scheiterte Prinz von Preußen jedoch mit der Suche nach neuen Teilhabern, um das Traditionsunternehmen zu retten. Die Rettung nahm jedoch im Februar 2006 der Berliner Bankier Jörg Woltmann auf sich, indem er die KPM übernahm; er hatte bereits zuvor die Investorengruppe finanziert. Die zwischenzeitlich in Franz Wilhelm Prinz von Preußen KPM Holding AG umbenannte Franz Wilhelm von Preußen AG ist inzwischen erloschen.

## Ehe und Sohn
Am 22. September 1976 heiratete Franz Wilhelm Prinz von Preußen in Madrid Marija Wladimirowna Romanowa nach orthodoxem Ritus. Beider Sohn, Georgi Michailowitsch (* 1981), führt jedoch nicht den väterlichen Namen Prinz von Preußen, sondern den mütterlichen Namen Romanow, nachdem ihn sein Großvater Wladimir Kirillowitsch Romanow (1917–1992) zu seinem Nachfolger als Oberhaupt und Thronprätendent des vormaligen Zarenhauses bestimmt hatte. Taufpate Georgis war Konstantin II. von Griechenland, bei der Taufe in Madrid anwesend waren Juan Carlos I. von Spanien und Simeon II. von Bulgarien. Im Jahr 1982 trennte sich Franz Wilhelm von Preußen von Maria Wladimirowna, die Scheidung folgte im Jahr 1986. Seit 1984 lebte Prinz von Preußen in Madrid, wohin auch Maria Wladimirowna und ihr gemeinsamer Sohn aus Paris gezogen waren; dort arbeitete er als Investmentbanker und Immobilienentwickler.
Der russische Präsident Boris Jelzin hatte sich dafür ausgesprochen, Georgi in Russland erziehen und anschließend im Militär dienen zu lassen, um die Voraussetzungen für seine Eignung als möglicher Thronprätendent zu schaffen. Die Eltern entschieden sich jedoch dagegen, um ihrem Sohn eine westliche Ausbildung in England angedeihen zu lassen und ihn nicht dem Wechselspiel politischer Einflüsse und entsprechenden Gefährdungen auszusetzen. Nach einem Studium an der Universität Oxford arbeitete Georgi für die spanische EU-Kommissarin Loyola de Palacio und danach in anderen Funktionen bei der Europäischen Kommission. Ab 2008 arbeitete er für die russische Firma Norilsk Nickel, danach als Consultant (Romanoff & Partners) für russische Investoren in Brüssel. 2021 heiratete Georgi Romanow die italienische Diplomatentochter Rebecca Virginia Bettarini in der Isaakskathedrale in Sankt Petersburg. Eine Abordnung russischer Gardeoffiziere bildete ein Spalier. Sie bekamen 2022 den Sohn Alexander Georgievich Romanov. Die Familie lebt inzwischen in Moskau.